# Elżbieta Sieniawska

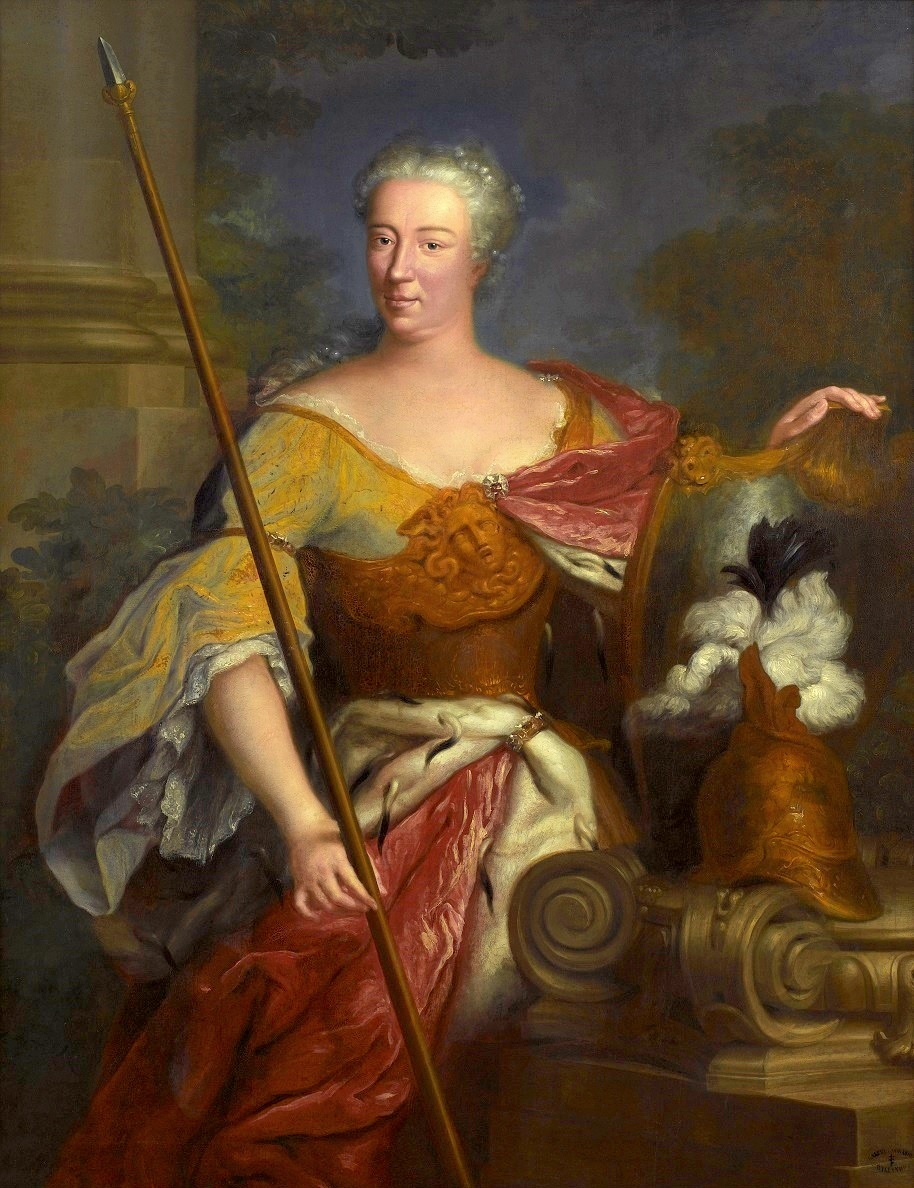
Elżbieta Sieniawska som Minerva

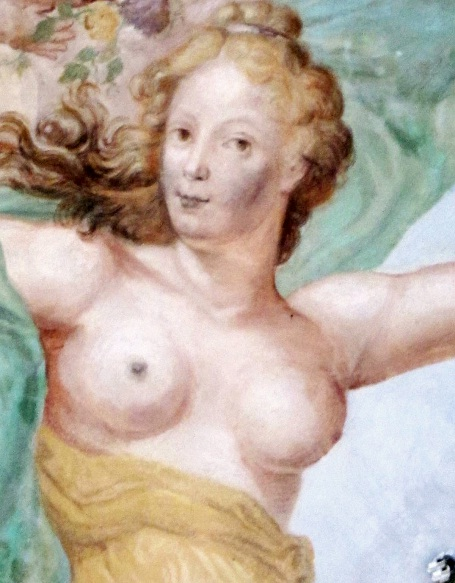
Elżbieta Sieniawska som Flora av Giuseppe Rossi

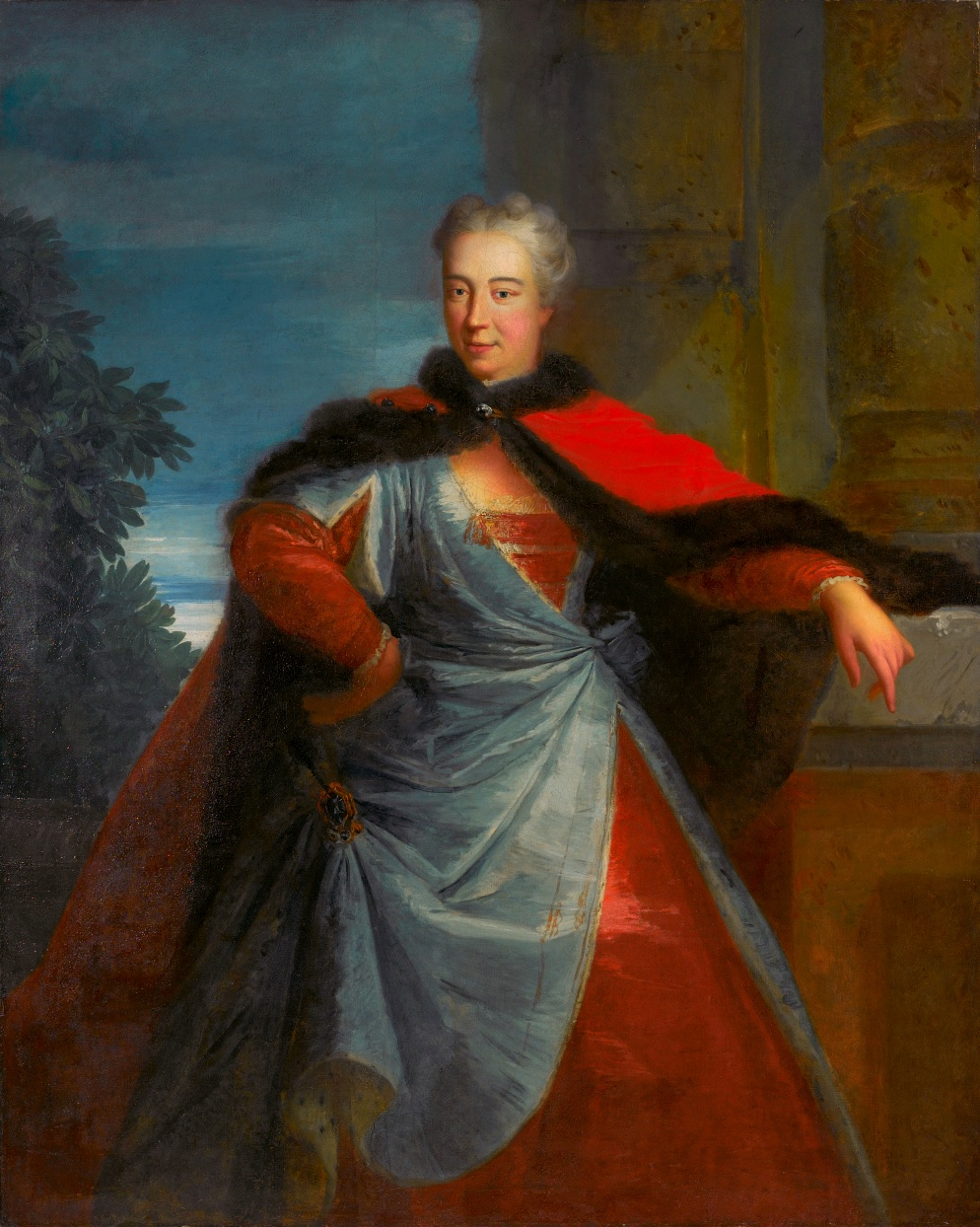
Elżbieta Sieniawska i delia, en rock vanligen buren av Polens adelsmän, av Louis de Silvestre.

Elżbieta Helena Sieniawska, född Lubomirska 1669 i Końskowola, död 21 mars 1729 i Oleszyce, var en politiskt aktiv polsk adelsdam och välkänd konstmecenat. Hon innehade ämbetet kunglig storhetman ("hetmaninna") och utövade en ledande roll i politiken, bland annat under Stora nordiska kriget och Rákócziupproret. Hon betraktades som den största kvinnliga makthavaren i Polen-Litauen och kallades "En stor regent och Republikens Första dam" och "Polens okrönta drottning".

## Privatliv
Elżbieta Sieniawska var dotter till den adlige politikern Stanisław Herakliusz Lubomirski och Zofia Opalińska. Vid faderns död 1702 ärvde hon många av hans egendomar. Hon utbildades i en klosterskola i Warszawa och presenterades 1680 vid hovet, där hon blev hovdam åt drottningen Maria Casimire. Hon gifte sig 1687 med politikern Adam Mikołaj Sieniawski (1666–1726), kunglig storhetman och ägare av 35 städer och 235 byar, men behöll kontrollen över sin egen egendom och ekonomi och uppnådde vad man kallade en maktbalans inom sitt äktenskap. Hon kom i konflikt med maken på grund av sitt finansiella oberoende men lyckades försvara kontrollen över sin ekonomi mot honom och kallade honom ibland för "min kära jungfru". Hon hade kort efter sitt äktenskap ett förhållande med Jan Stanisław Jabłonowski som tilldrog sig mycket uppmärksamhet, och strax därpå med kungens son Aleksander Benedykt Sobieski (1677–1714).

## Politik
Elżbieta Sieniawska beskrivs som "en dam med stor visdom, förnuft och list" och anlitades ofta av sin man för att utföra hans diplomatiska uppdrag och ska ha haft "möten med hela Europa". Kung August den starke lät sätta upp ett porträtt av henne i samlingen av bemärkta kvinnor. Vid kung Johan III Sobieskis död 1697 stödde hon Frankrikes kandidat François Louis, prins de Conti i det följande kungavalet och företrädde hans parti; då hon tappade tron på hans kandidatur bytte hon sida till August II.
Elżbieta Sieniawska fungerade som ekonomisk agent och förvaltare för den före detta drottning Marie Casimires ekonomiska intressen i Polen sedan denna hade bosatt sig utomlands. Åren 1701–1703 stödde hon ekonomiskt och politiskt Rákócziupproret i Ungern som ett led i sin anti-Habsburg och profranska politik; hon hade ett förhållande med upprorets ledare Frans II Rákóczy, som utropade krigsförklaringen mot Österrike från hennes egendom.
Vid kungavalet 1704 gav hon sitt stöd åt August II, vilket fick hennes förra älskare Aleksander Benedykt Sobieski att avstå sin kandidatur. Vid August II:s abdikation 1706 skötte hon förhandlingarna mellan tsar Peter den store och Karl XII; hon kidnappades 1707 av den svenska armén men frigavs efter en månad efter franska intervention. Hennes egen make kandiderade vid denna tidpunkt i kungavalet, men hon bad honom dra tillbaka sin kandidatur med hot om skilsmässa och stödde i stället sin älskare Rákóczi, som 1707 fick stöd av parlamentet på grund av ryska arméns härjningar. Då hans kandidatur misslyckades gav hon sitt stöd åt Leszczyński i ett försök att befria Polen från utländska trupper, främst ryska. Hon stod i hemlig diplomatisk kontakt på hög nivå med olika sidor i konflikten, och Karl XII talade om henne som "den där verkligt plågsamma kvinnan". Våren 1709 hade hon ett möte med Konstantin Sobieski och Stanisław I Leszczyńksi i Lwow, och hon gav sedan sitt stöd till Konstantin Sobieski; hon godtog dock snart därpå Augusts innehav av tronen som en realitet.
Vid dopet av hennes dotter Maria Zofia i Jarosław 1711 närvarade Peter den store, August den starke och prins Rákóczi som gudfäder åtföljda av 15000 soldater. Frankrikes ambassadör rapporterade att hon vid detta tillfälle umgicks mycket med tsaren, som attraherades av hennes intelligens, och det antas att hon hade en relation med honom.
Sieniawska var ägare av stora landområden i Polen, och ägnade sig aktivt åt dess skötsel assisterad främst av Andrzej Stanisław Tucci och judinnan Feyga Leybowiczowa. Hon stödde bland annat judisk invandring på sina territorier; 1718 utgav hon ett privilegiebrev för judar att bosätta sig i Staszów.

## Kulturmecenat
Elżbieta Sieniawska ägnade sig också åt stora byggnadsprojekt, så som uppförandet av munkklostret i Lwow (1708), karmelitkyrkan i Lublin (1721), rekonstruktionen av slottet i Puławy (1722), utbyggnaden av Łubnice Slott samt inköpet och utbyggnaden av Wilanów Slott, ett av Polens mest berömda palats. Hennes dotter Maria Zofia var arvtagare av både sin mors och fars enorma förmögenheter och hennes äktenskap blev 1728 en sak som angick storpolitiken i hela Europa.
Elżbieta Sieniawska är även känd som en stor kulturmecenat, och bland hennes bidragstagare fanns Ádám Mányoki, som från 1713 var hennes målare innan han blev hovmålare; arkitekterna Giovanni Spazzio, Józef Fontana, Karol Bay, Efraim Szreger och František Mayer, målarna Jan Jerzy Plersch och Giuseppe Rossi, skulptörerna Jan Elijáš och Hynek Hoffmanns, stuckatörerna Francesco Fumo och Pietro Innocente Comparetti, trädgårdsmästaren Georg Zeidler och de senare hovkonstnärerna Johann Sigmund Deybel, Louis de Silvestre och Jean-Joseph Vinache samt poeten Elżbieta Drużbacka.